# Lewin Kłodzki

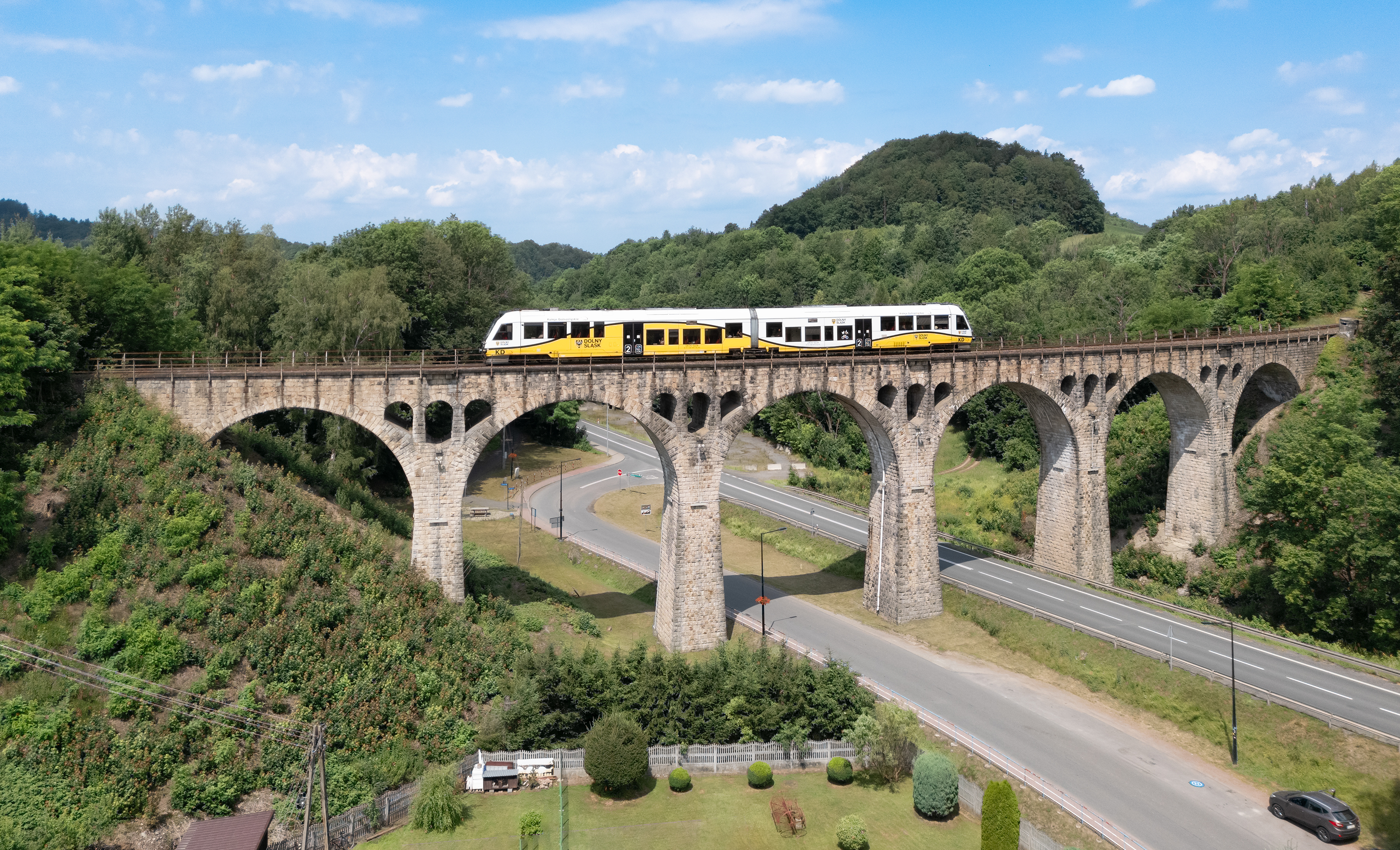
Wiadukt kolejowy w Lewinie Kłodzkim

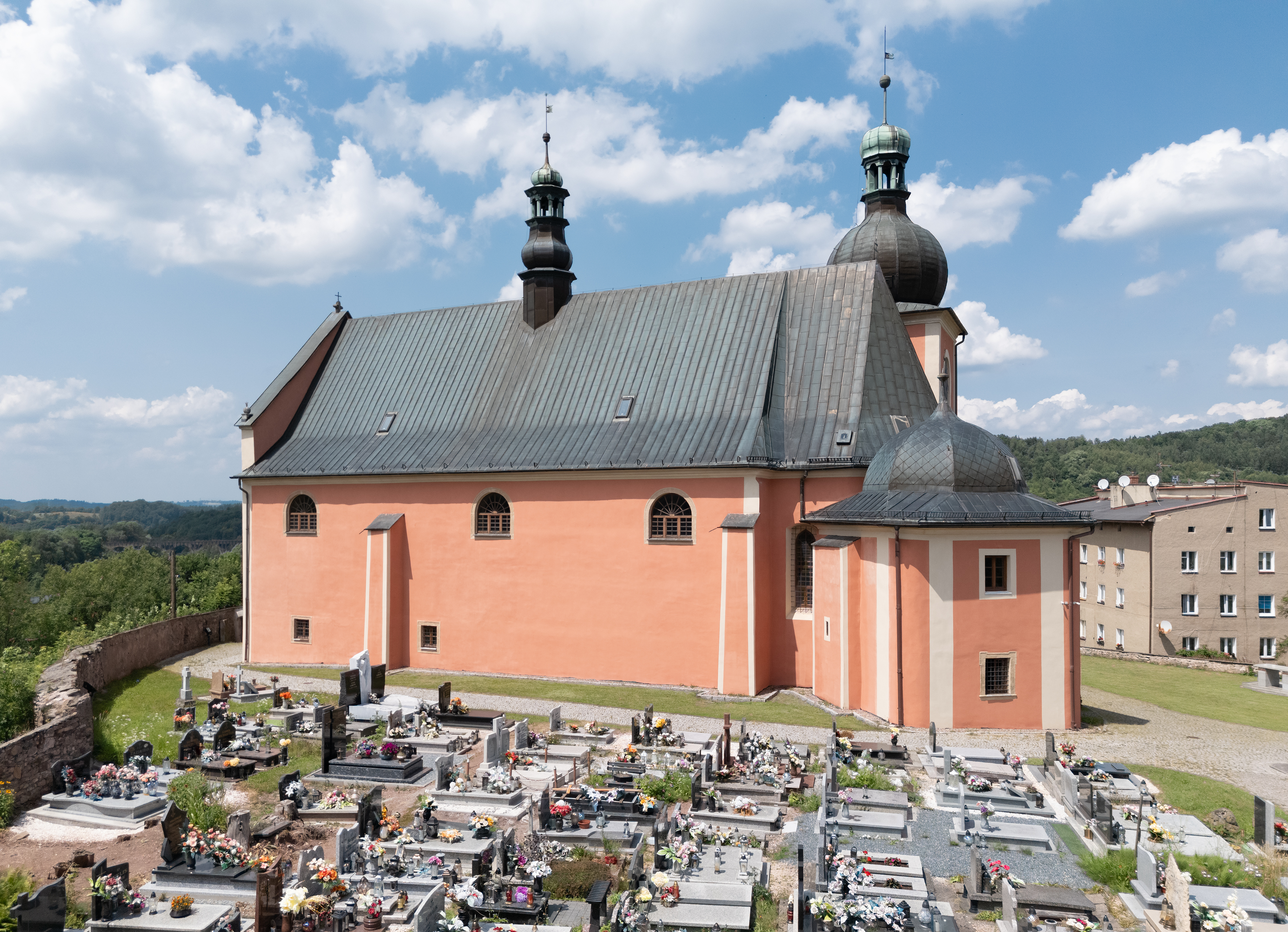
Kościół św. Michała Archanioła

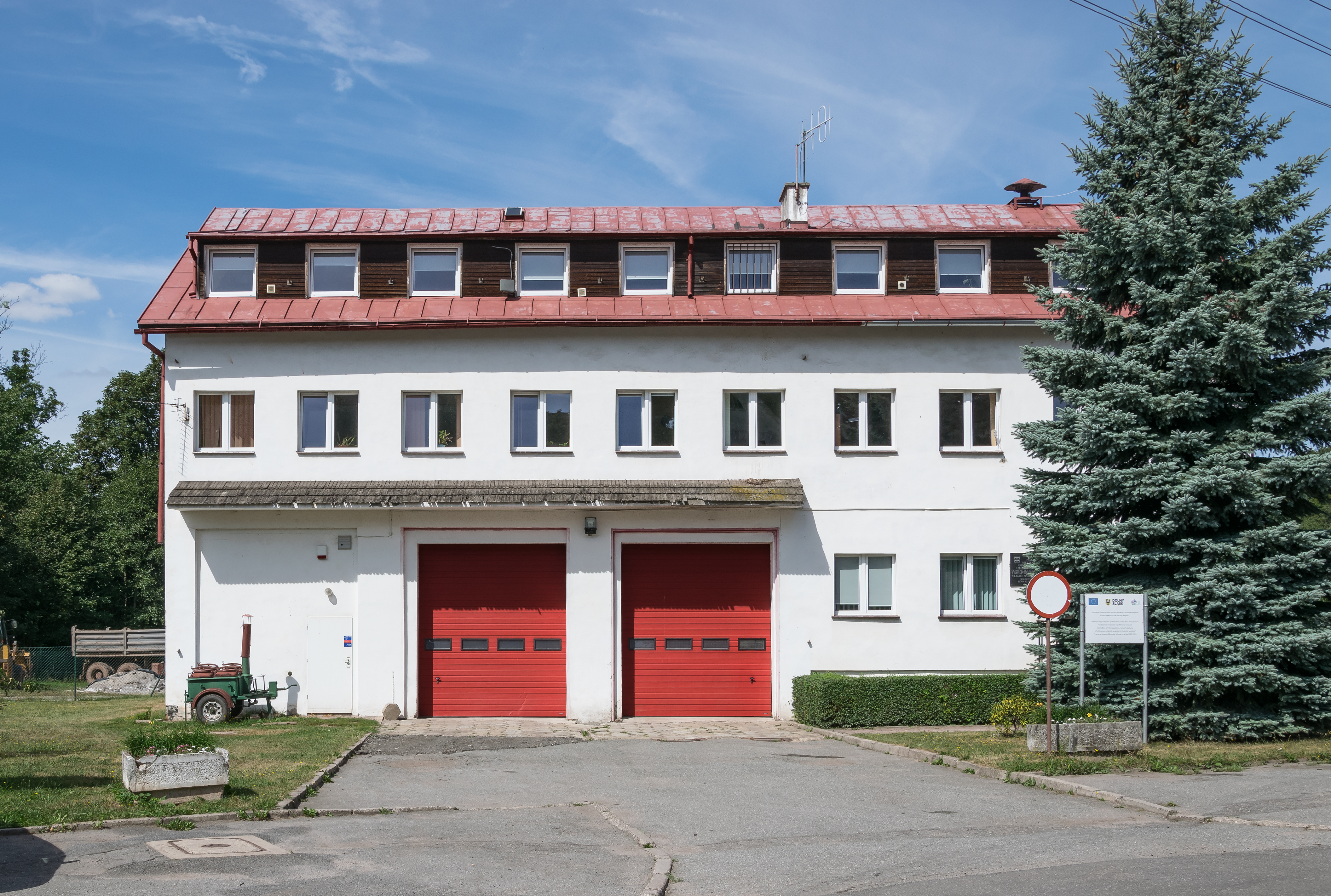
Remiza OSP w Lewinie Kłodzkim

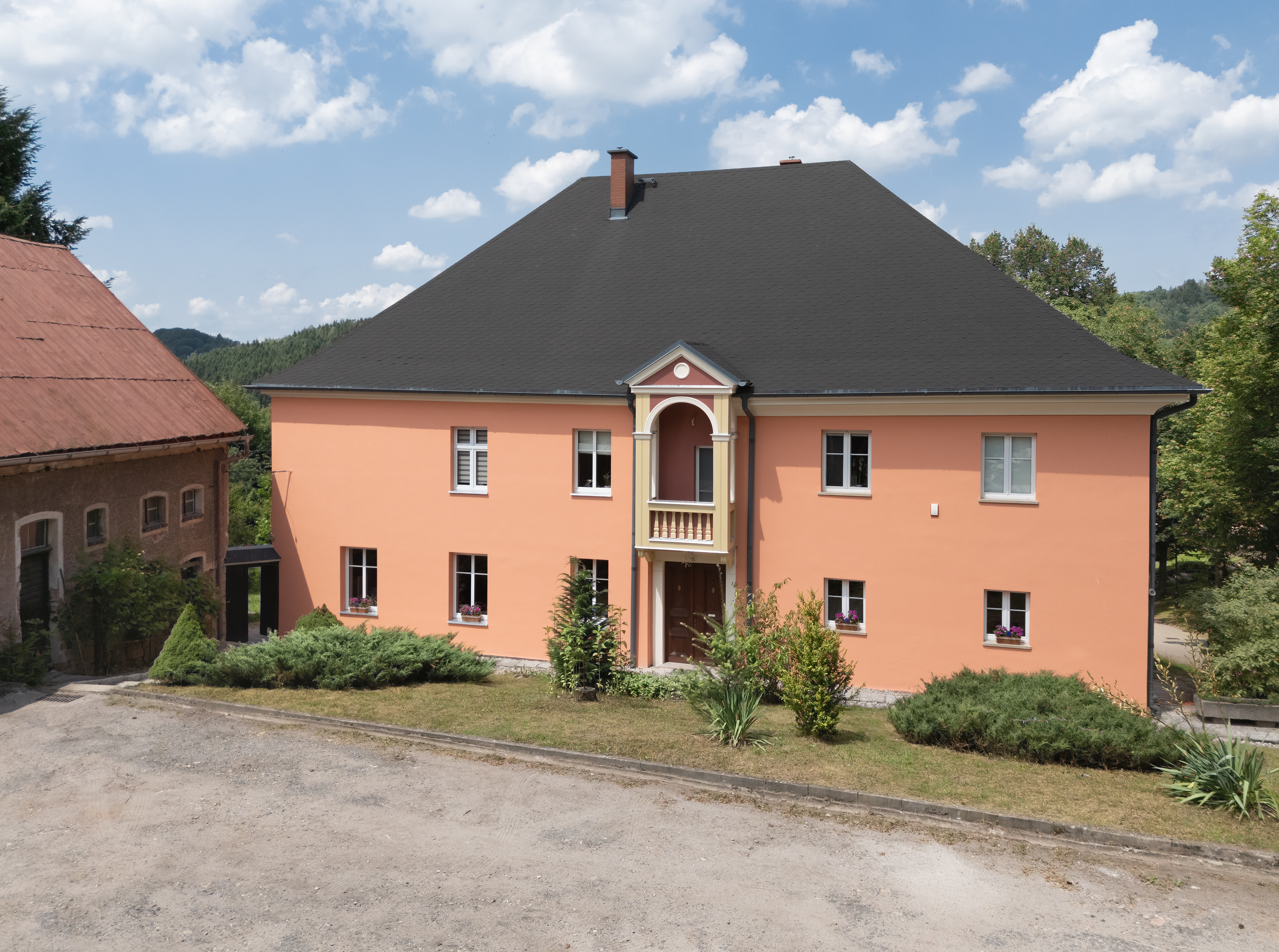
Zabytkowa plebania

Lewin Kłodzki (niem. Lewin, cz. Levín) – wieś w Polsce położona w województwie dolnośląskim, w powiecie kłodzkim, w gminie Lewin Kłodzki. Lewin Kłodzki jest wsią o miejskim układzie urbanistycznym. Znajduje się pomiędzy Wzgórzami Lewińskimi a Górami Orlickimi, na wysokości 440–470 m n.p.m.
Siedziba gminy Lewin Kłodzki. Lewin uzyskał lokację miejską przed 1345 rokiem, zdegradowany w 1945 roku. W latach 1954–1972 wieś należała i była siedzibą władz gromady Lewin Kłodzki. W latach 1975–1998 miejscowość położona była w województwie wałbrzyskim.
Według Narodowego Spisu Powszechnego, w marcu 2011 r., liczyła 880 mieszkańców. Jest to największa miejscowość gminy Lewin Kłodzki.

## Toponimia
Nazwa pochodzi od nazwy drapieżnego kota lwa. Ksiądz Konstanty Damrot wymienia wczesne nazwy zanotowane w średniowiecznych łacińskich dokumentach: 1211 Levinici, villa Lewin oraz Lewinice podając słowo źródłowe pochodzenia nazwy miejscowości – „Lew – Leo”.

W 1750 roku nazwa Lewin wymieniona została w języku polskim przez Fryderyka II pośród innych miast śląskich w zarządzeniu urzędowym wydanym dla mieszkańców Śląska. Z powodu słowiańskiego pochodzenia historycznej nazwy niemieckiej, administracja nazistowska przemianowała Lewin w grudniu 1938 r. lub w 1939 r. na Hummelstadt.

## Historia
Lewin Kłodzki został założony przez Czechów jako osada handlowa. Pierwsza dobrze udokumentowana wzmianka o Lewinie pochodzi z 1213, jednakże według Josepha Köglera to Lewina Kłodzkiego dotyczy wzmianka o wsi Levinice z 1197 roku. Według tegoż historyka, miejscowość posiadała prawa miejskie w 1345 roku, gdy czeski kronikarz Hájek opisał historię czarownicy Bródki „w mieście Lewinice”. Bezsporne jest, że Lewin Kłodzki prawa miejskie uzyskał przed 1401 rokiem. Podczas wojen husyckich, w 1428 miasto zostało zniszczone, odbudowane zostało w II poł. XV wieku. Do 1595 razem z Dusznikami-Zdrojem wchodziło w skład państwa Homole. W XVIII w. Lewin był znany, podobnie jak cały region ziemi kłodzkiej, z tkactwa lnianego, na rynku miasteczka organizowano targi płóciennicze, epokę tę zakończył wielki pożar w 1772 roku. W II poł. XIX w. nastąpiło ożywienie gospodarcze. W Lewinie Kłodzkim produkowano wtedy czekoladę, pończochy i szlifowano kryształy. Na początku XX w. przez miasteczko przeprowadzono linię kolejową z Kłodzka do Kudowy-Zdroju ze stacją Lewin Kłodzki.
W 1945 miasto zostało włączone do Polski. Jego dotychczasową ludność wysiedlono do Niemiec i zastąpiono polskimi osadnikami. Ze względu na niewielkie rozmiary miejscowości w 1946 r. administracja polska odebrała Lewinowi Kłodzkiemu prawa miejskie, w maju tego samego roku oficjalnie zatwierdzono nazwę Lewin.

## Zabytki
Do wojewódzkiego rejestru zabytków wpisane są obiekty:
- ośrodek historyczny miasta
- Kościół św. Michała Archanioła w Lewinie Kłodzkim, parafialny, zbudowany w stylu renesansowym z 1576 roku a przebudowany w stylu barokowym w 1679 r., w latach 1969–1970 odrestaurowany,
- Kaplica św. Jana Nepomucena w Lasku Miejskim wybudowana w 1727 r., z rzeźbami Ignacego Klahra, znajduje się około 1,5 km na południe od Lewina w Lasku Miejskim,
- ruiny zamku Homole z XIII w.,
- willa, ul. Chopina 4, z l. 1891–1892,
- plebania, ul. Kościelna 6, z 1701 r., lata 1882–1883,
- barokowe kamieniczki:
  - dwa domy, pl. Kościuszki 18 i 20 (dec. Rynek 27 i 29), z XVIII w.,
  - dom, pl. Kościuszki 20 (dec. Rynek 29), z XVIII w.,
- wiadukt kolejowy z 1905 r. mierzący 27 m wysokości i 102 m długości nad drogą krajową nr 8 / drogą międzynarodową E67 Wrocław–Praga droga krajowa nr 8[4]
- figury św. Jana Nepomucena z 1717 roku w Rynku[4]
- kolumna maryjna z 1687 roku w Rynku[4]
- Kalwaria z końca XIX w. na wzgórzu za kaplicą św. Jana Nepomucena[4]

## Sport i rekreacja
- Basen miejski i pole namiotowe przy ul. Nad Potokiem[4],
- Zalew rzeki Klikawa (Bystra).

## Szlaki turystyczne
Przez Lewin Kłodzki prowadzą dwa szlaki turystyczne:
- Przełęcz Lewińska – Lewin Kłodzki – Witów – Przełęcz Polskie Wrota – Zielone Ludowe – Bukowy Stawek – Zamek Homole,
- Ptak (Fort Karola) – Lisia Przełęcz – Kulin Kłodzki – Przełęcz pod Grodczynem – Leśna – Lewin Kłodzki – Taszów – Kocioł – Lasek Miejski – Jawornica – Zimne Wody – Kozia Hala – Sołtysia Kopa – Orlica – Zieleniec – Torfowisko pod Zieleńcem – Kamienna Góra – Przełęcz Sokołowska – Polanica-Zdrój[4].